# The Princess and the Plumber
Pour plus de détails, voir Fiche technique et Distribution.
The Princess and the Plumber est un film américain réalisé par Alexander Korda, sorti en 1930.

## Synopsis
Un prince pauvre espère rétablir sa richesse et son pouvoir en mariant sa fille à la royauté. Malheureusement, elle est tombée amoureuse d'un jeune homme engagé pour réparer la plomberie de leur château délabré.

## Fiche technique
- Titre original : The Princess and the Plumber
- Réalisation : Alexander Korda, John G. Blystone (non crédité)
- Scénario : Howard J. Green, d'après la nouvelle The Princess and the Plumber d'Alice Duer Miller parue dans le Saturday Evening Post
- Direction artistique : Stephen Goosson
- Costumes : Sophie Wachner
- Photographie : L. William O'Connell, Dave Ragin
- Son : Arthur von Kirbach
- Montage : Margaret Clancey
- Production associée : Al Rockett
- Société de production : Fox Film Corporation
- Société de distribution : Fox Film Corporation
- Pays d’origine :  États-Unis
- Langue originale : anglais
- Format : noir et blanc — 35 mm — son Mono (Western Electric Sound System)
- Genre : comédie
- Durée : 72 minutes
- Dates de sortie :
  -  États-Unis : 21 décembre 1930

## Distribution
- Charles Farrell : Charlie Peters
- Maureen O'Sullivan : Princesse Louise
- H. B. Warner : Prince Conrad de Daritzia
- Joseph Cawthorn : Merkl
- Bert Roach : Albert Bowers
- Lucien Prival : Baron von Kemper
- Murray Kinnell : Worthing
- Louise Closser Hale : Miss Eden
- Arnold Lucy